# Per Lindroth

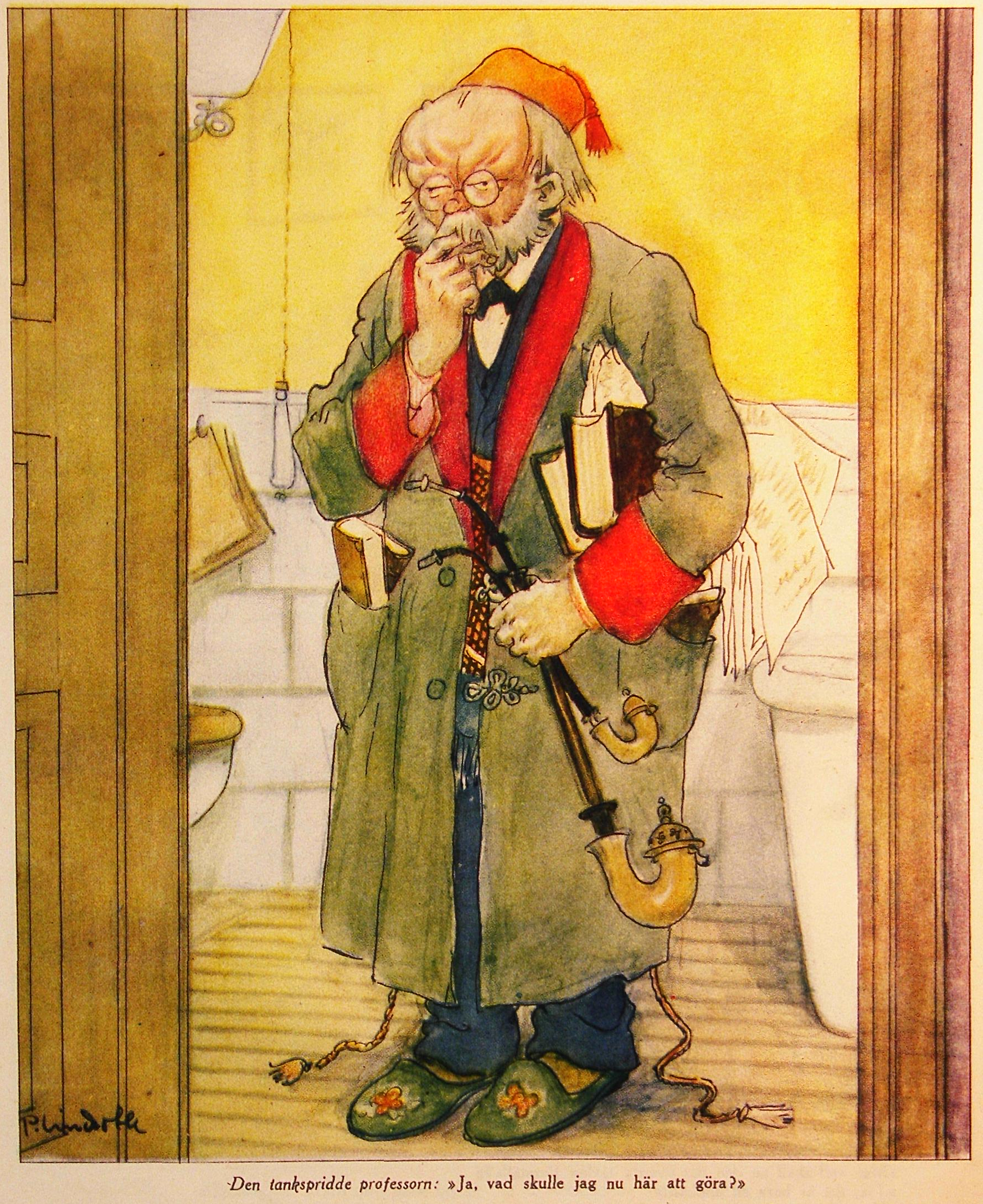
Den tankspridde professorn (1929)

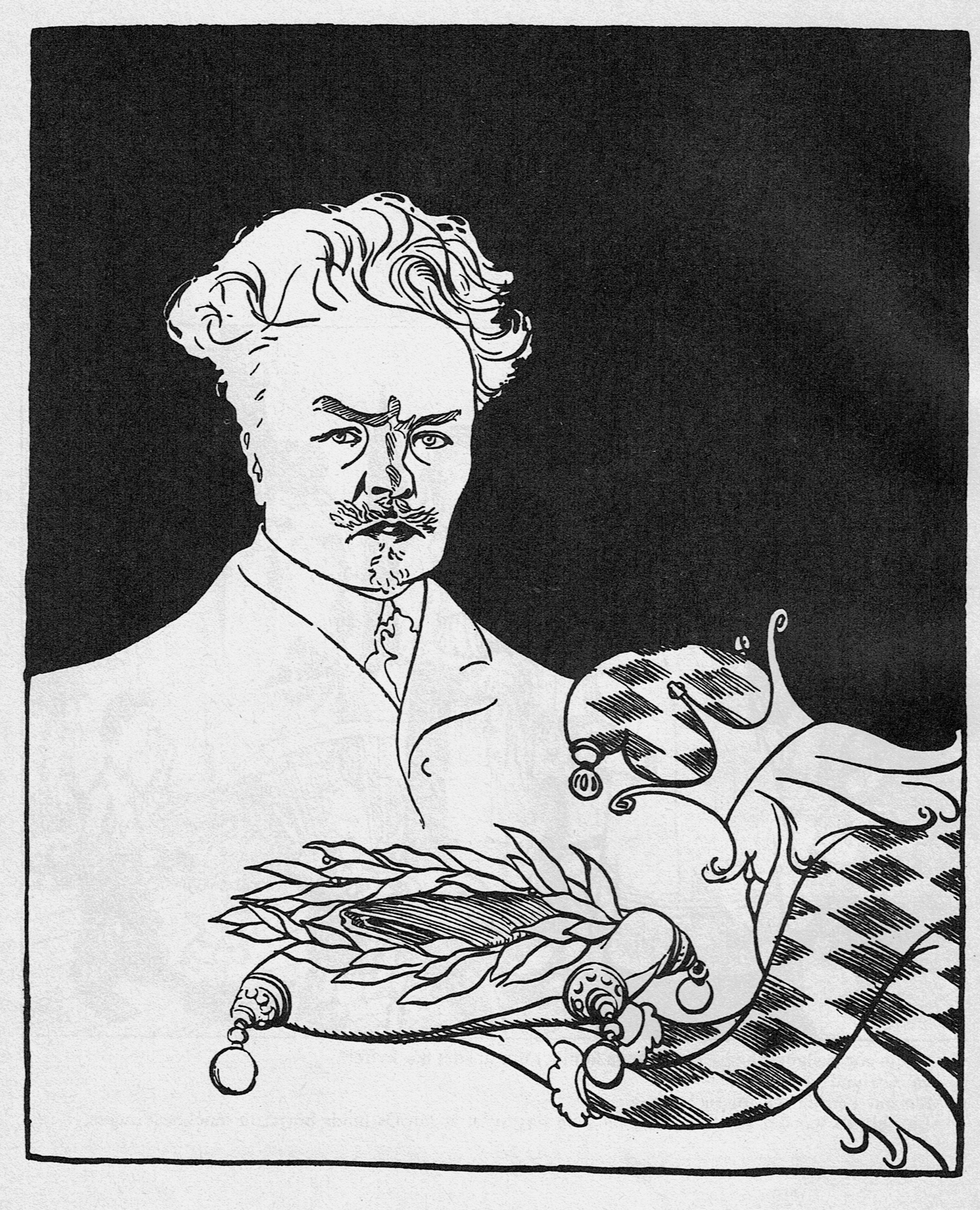
August Strindberg fick inte Nobelpriset. Här får han istället pris av Söndags-Nisse (1908).

Per Linus "Petter" Lindroth, född den 26 november 1878 i Stockholm, död där den 12 november 1933, var en svensk tecknare och illustratör. 

## Biografi
Lindroth utbildade sig till kemigraf vid Tekniska skolan i Stockholm. Han publicerade sina första skämtteckningar i Söndags-Nisse och från 1906 till 1911 ritade han alla förstasidor. Senare medarbetade han även i Kasper och olika jultidningar. 
Han finns representerad vid Röhsska museet.

### Illustrerade böcker
- Heller, Frank (1915). Herr Leroux i luften / med illustrationer av P. Lindroth. Stockholm: Bonnier. Libris 1634524
- Pallin, Erik (1922). Pojkarna på Klasro : en berättelse om sjörövarliv, båtkrig och äventyr på landstället / med 13 helsidesillustrationer av Per Lindroth. Stockholm: Åhlén och Åkerlund. Libris 1476299
- Pojkarnas julbok : äventyrsberättelser för scouter och käcka pojkar / av Gustaf Lindwall ... ; med 19 helsidesillustrationer av P. Lindroth. Pojkarnas julbok, 99-0191351-9 ; 1917. Stockholm: Åhlén & Åkerlund. 1917. Libris 11909814
- Sparre, Erik (1921). Äventyrsberättelser för scouter och käcka pojkar / med 16 helsidesillustrationer av Per Lindroth. Pojkarnas julbok 99-0191351-9 ; 1921. Stockholm: Åhlén & Åkerlund. Libris 3069157